# Саміт G-20 у Буенос-Айресі (2018)
Аргентинський саміт G-20, 13-й саміт лідерів країн «Великої двадцятки», який пройшов в Буенос-Айресі в театрі «Колон» 30 листопада — 1 грудня 2018 року.

## Учасники саміту

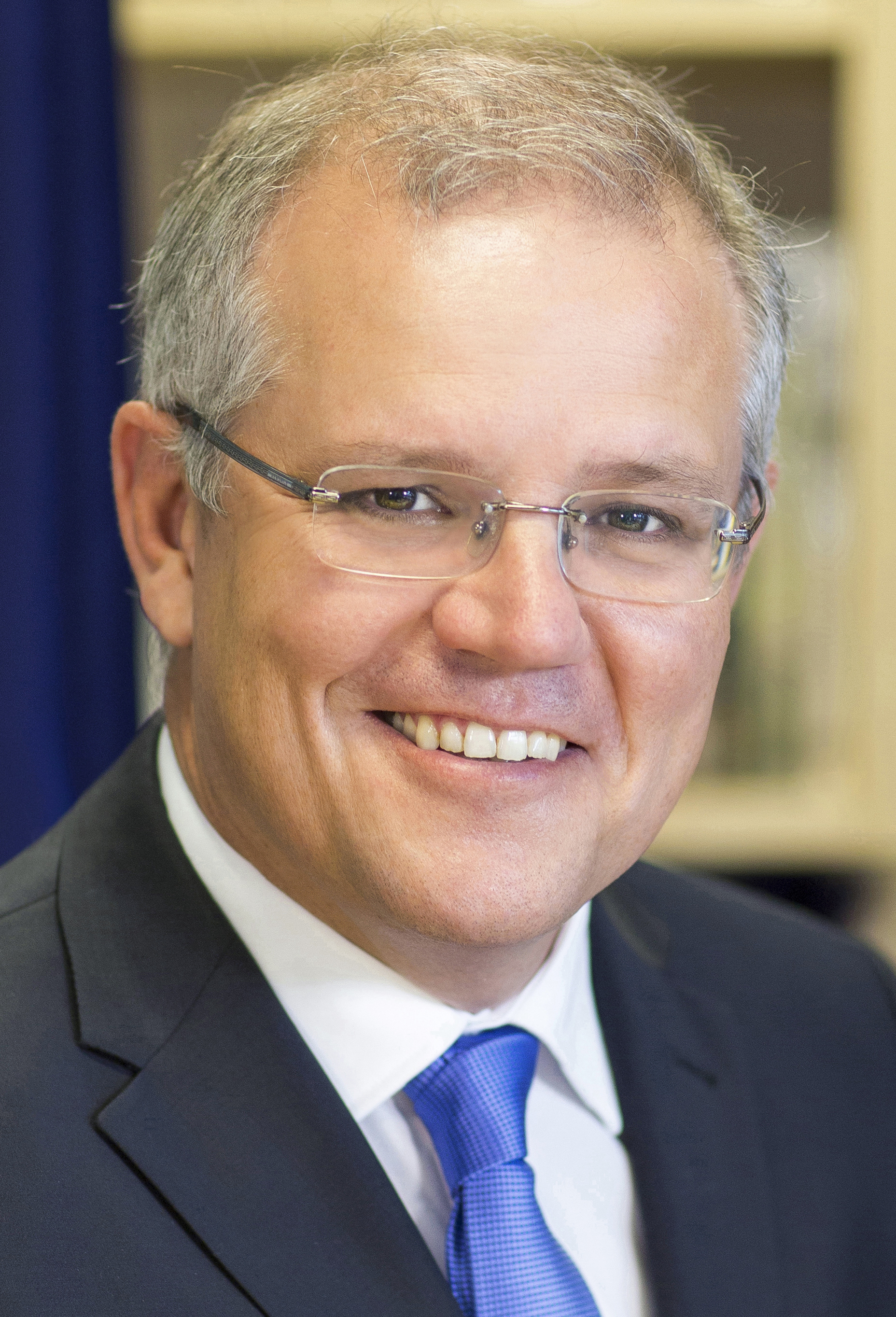
AUS Скотт Моррісон, Прем'єр-міністр
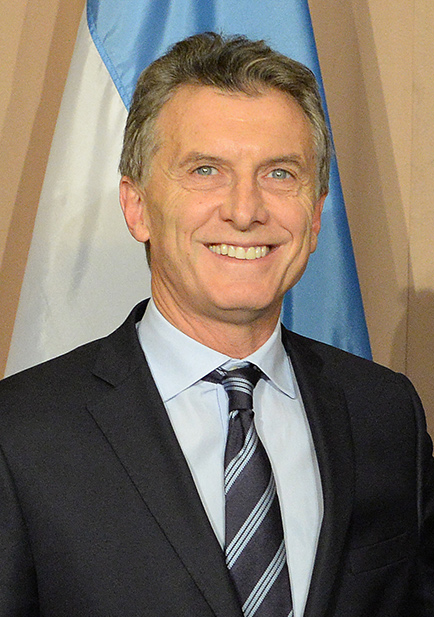
ARG Маурісіо Макрі, Президент, Господар саміту
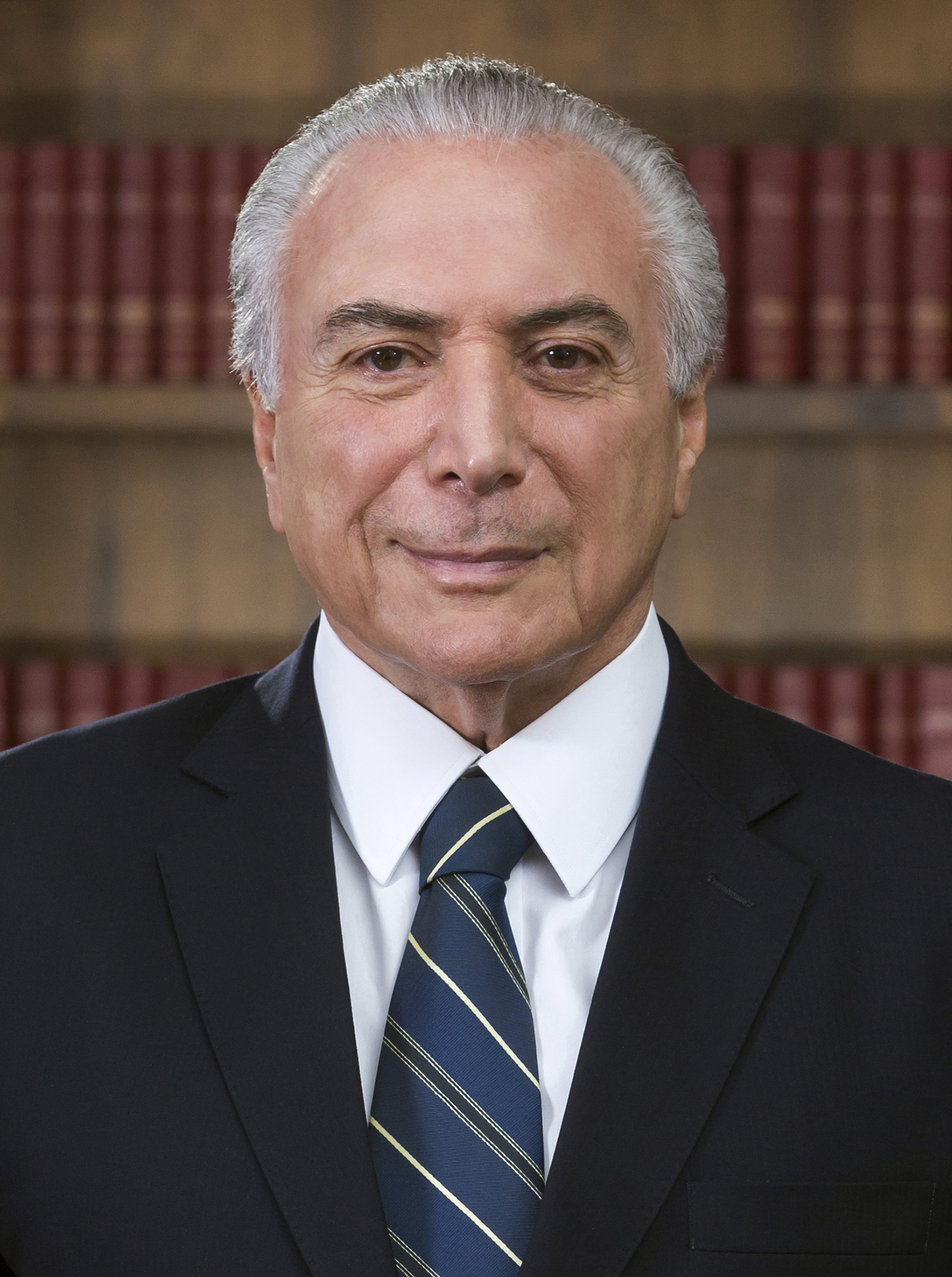
BRA Мішел Темер, Президент
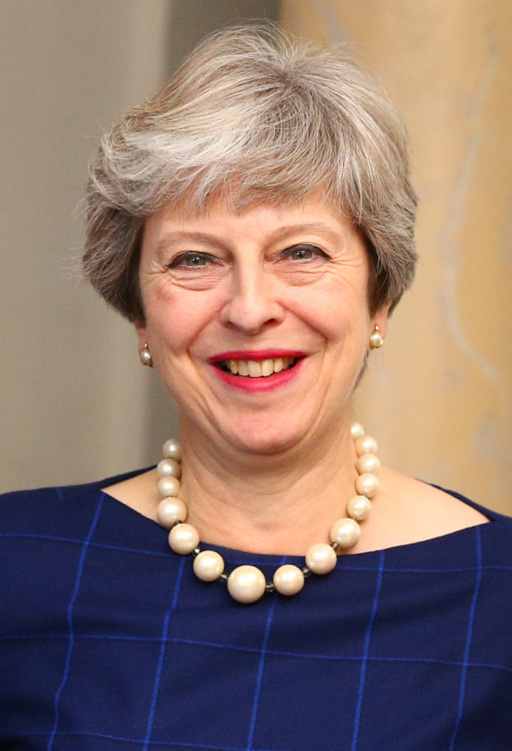
United Kingdom Тереза Мей, Прем'єр-міністр
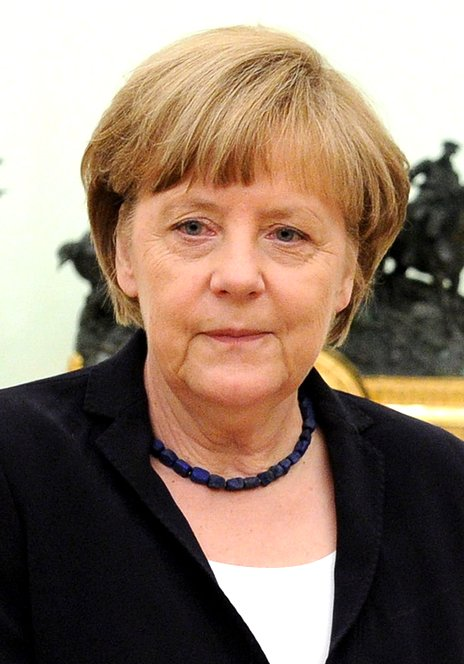
DEU Ангела Меркель, Канцлер
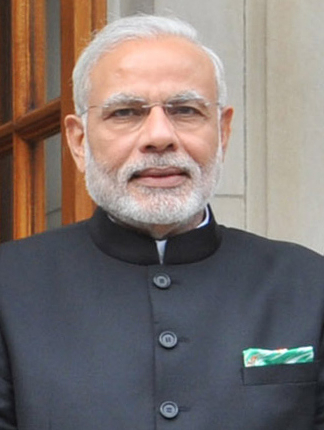
IND Нарендра Моді, Прем'єр-міністр
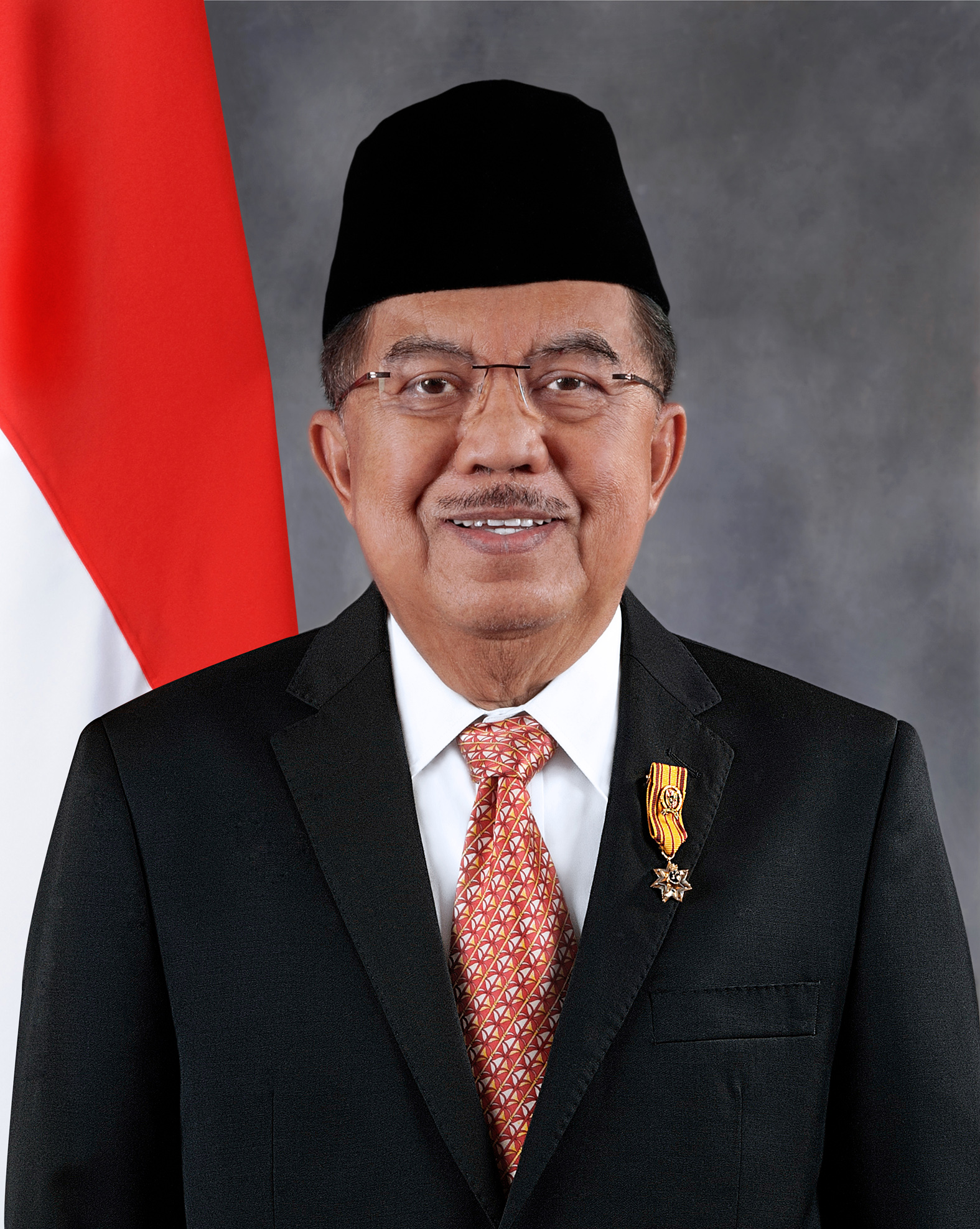
IDN Юсуф Калла, Віце-президент
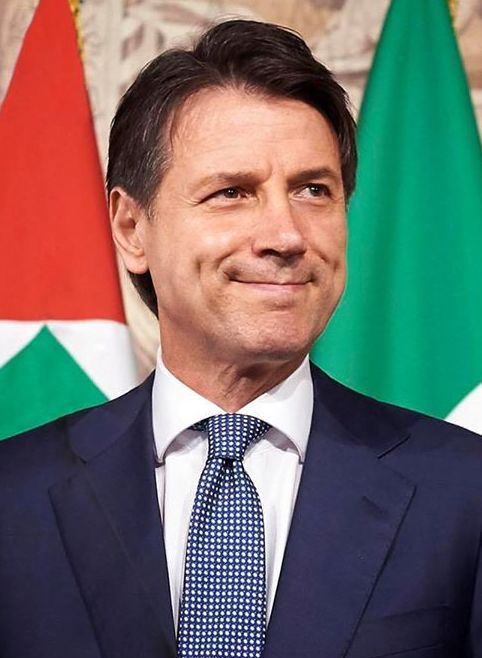
ITA Джузеппе Конте, Прем'єр-міністр
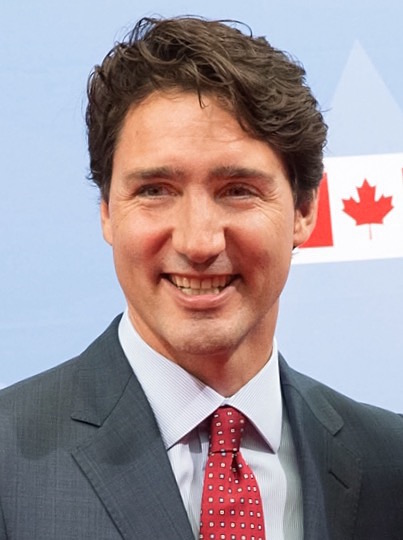
CAN Джастін Трюдо, Прем'єр-міністр
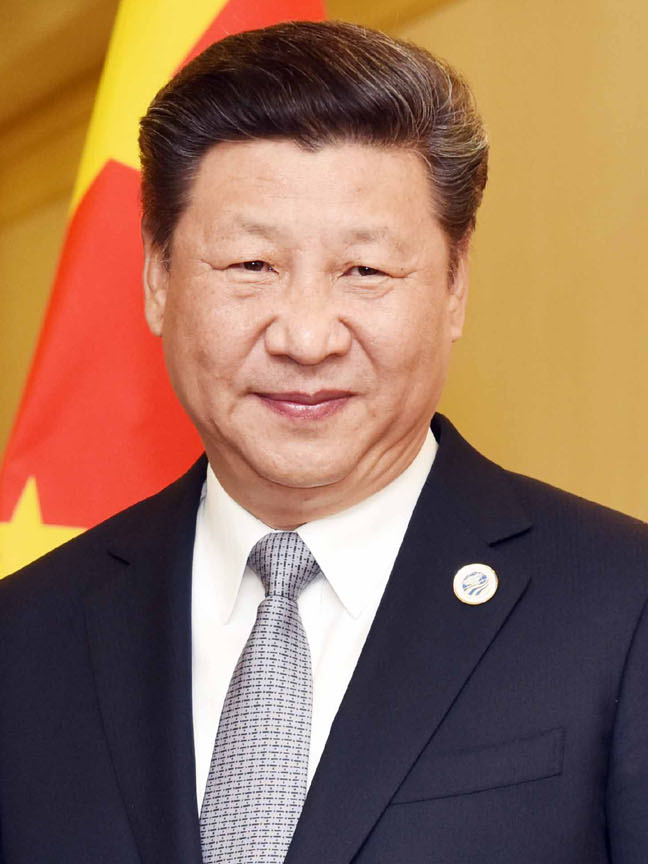
CHN Сі Цзіньпін, Голова
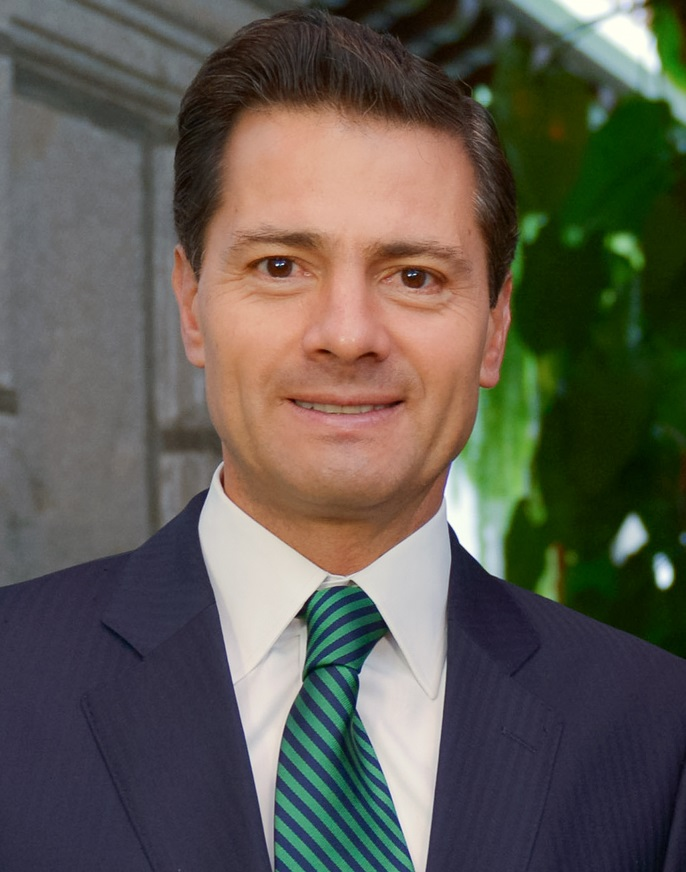
MEX Енріке Пенья Ньєто, Президент
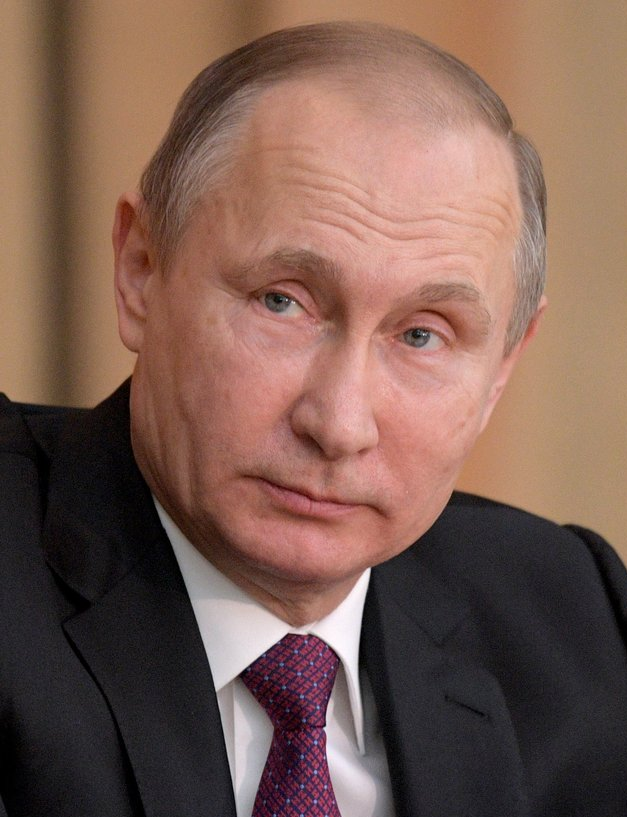
RUS Володимир Путін, Президент
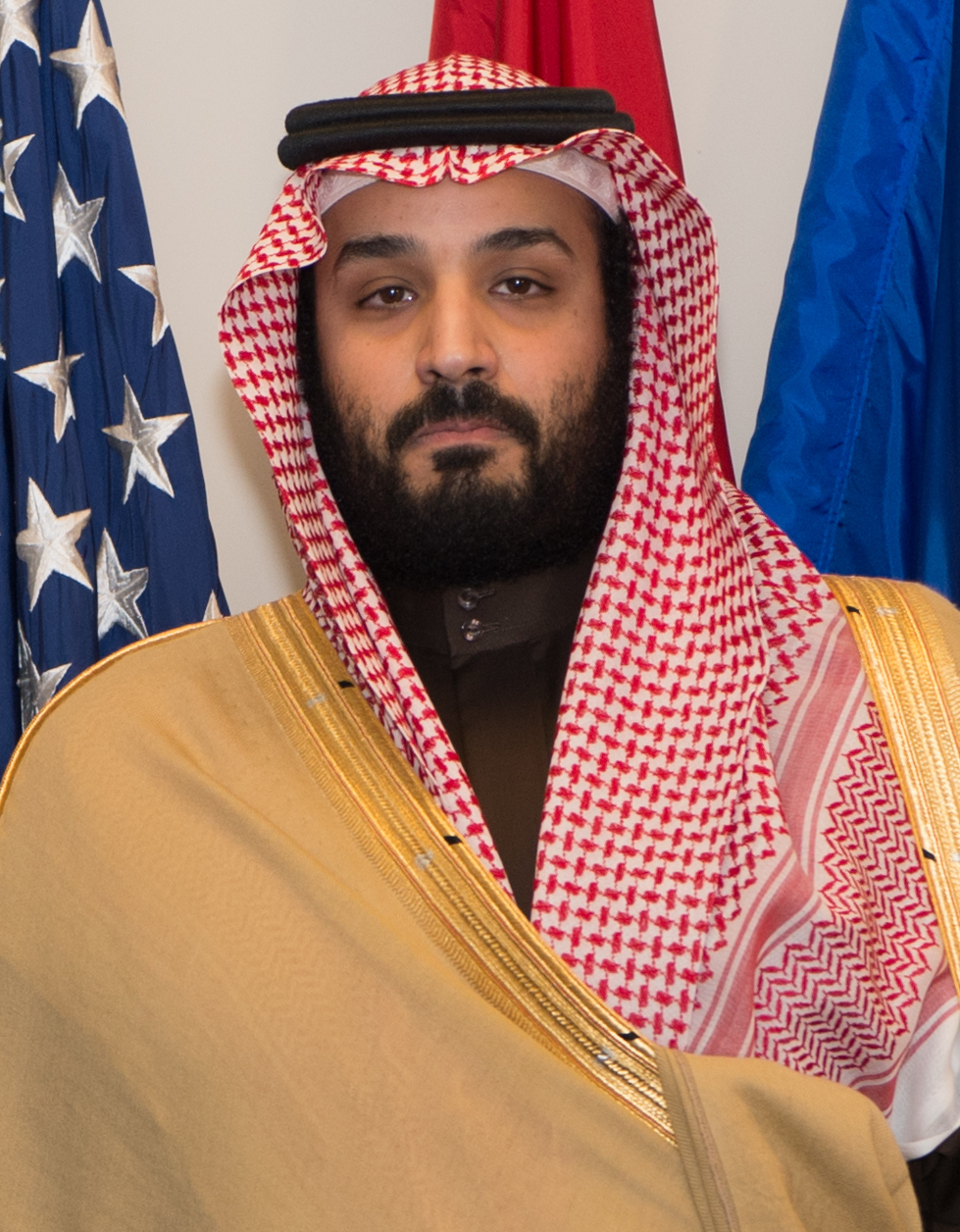
KSA Мухаммед ібн Салман, кронпринц
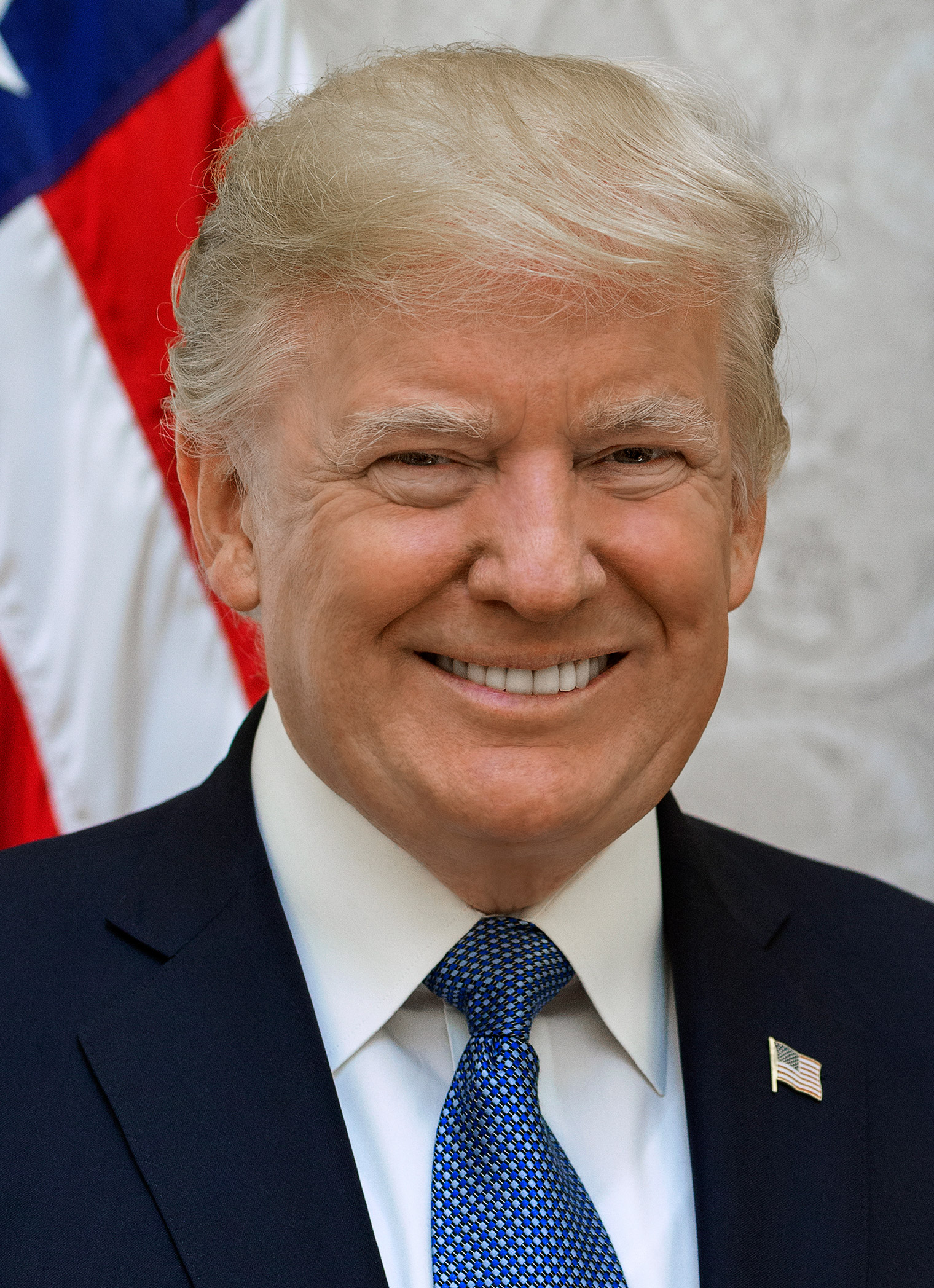
USA Дональд Трамп, Президент
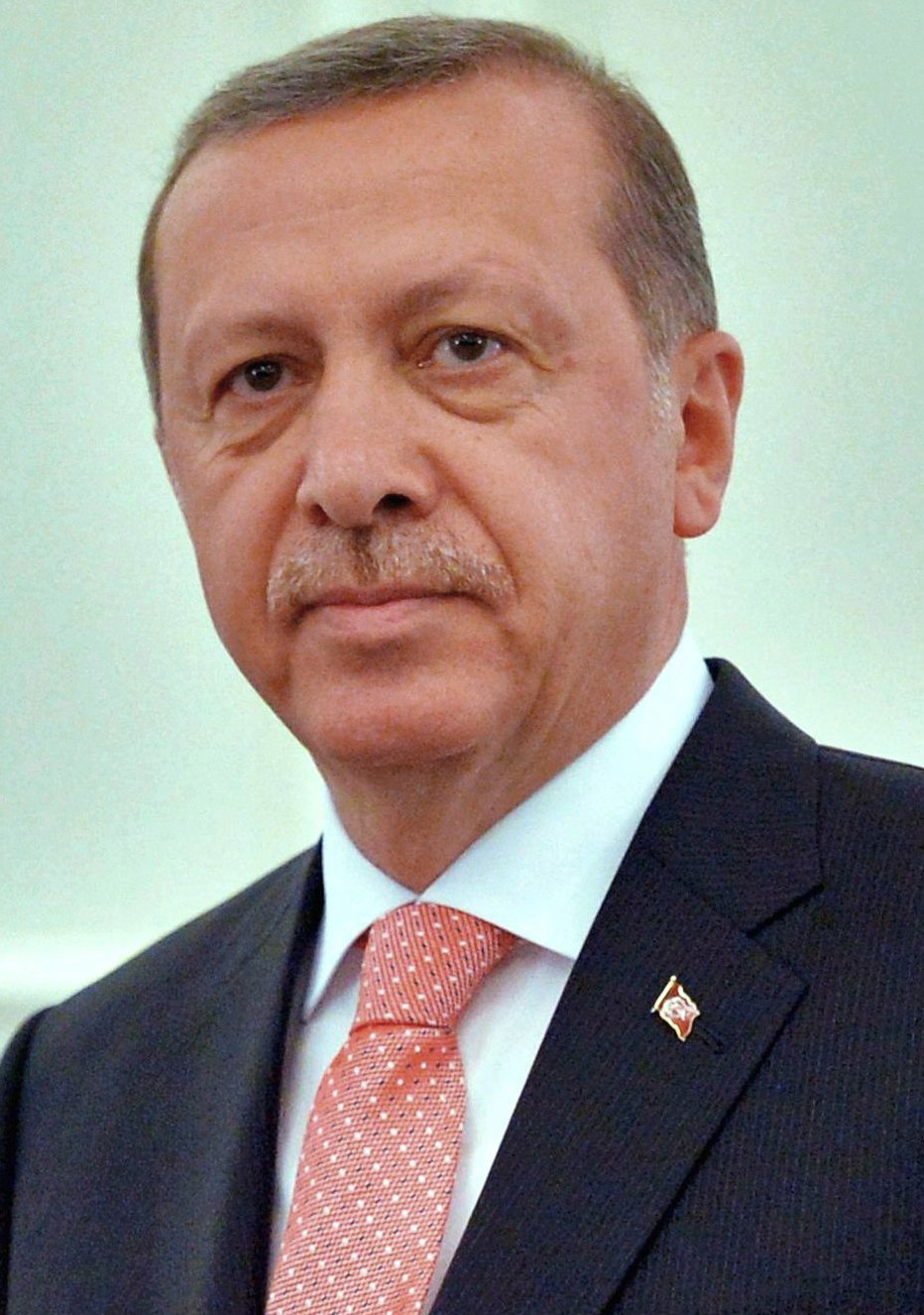
TUR Реджеп Таїп Ердоган, Президент
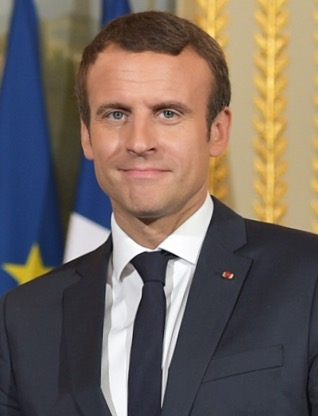
FRA Емманюель Макрон, Президент
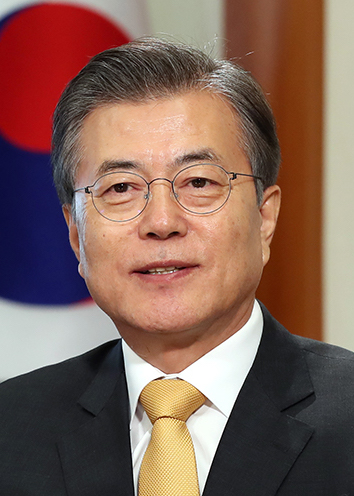
KOR Мун Чже Ін, Президент
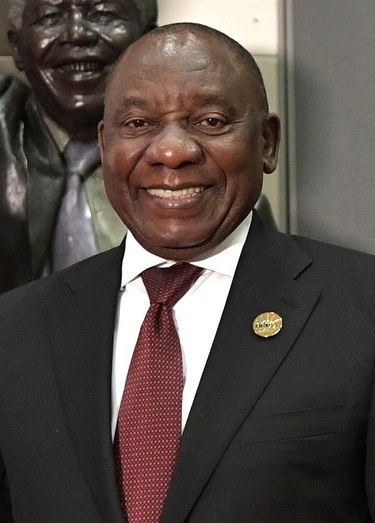
ZAF Сиріл Рамафоса, Президент
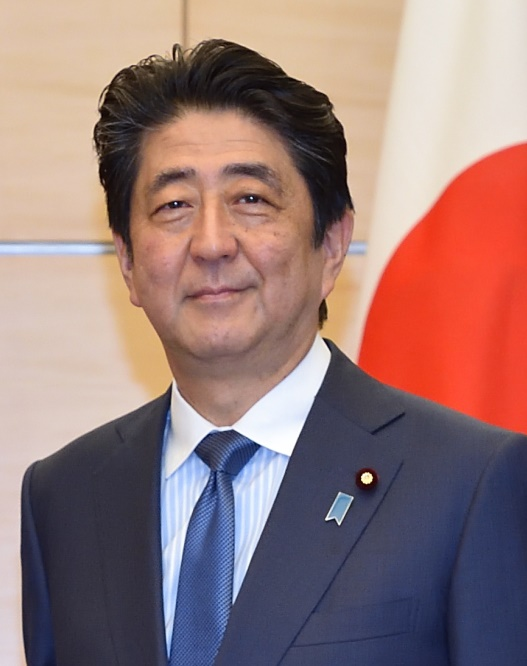
JPN Абе Сіндзо, Прем'єр-міністр
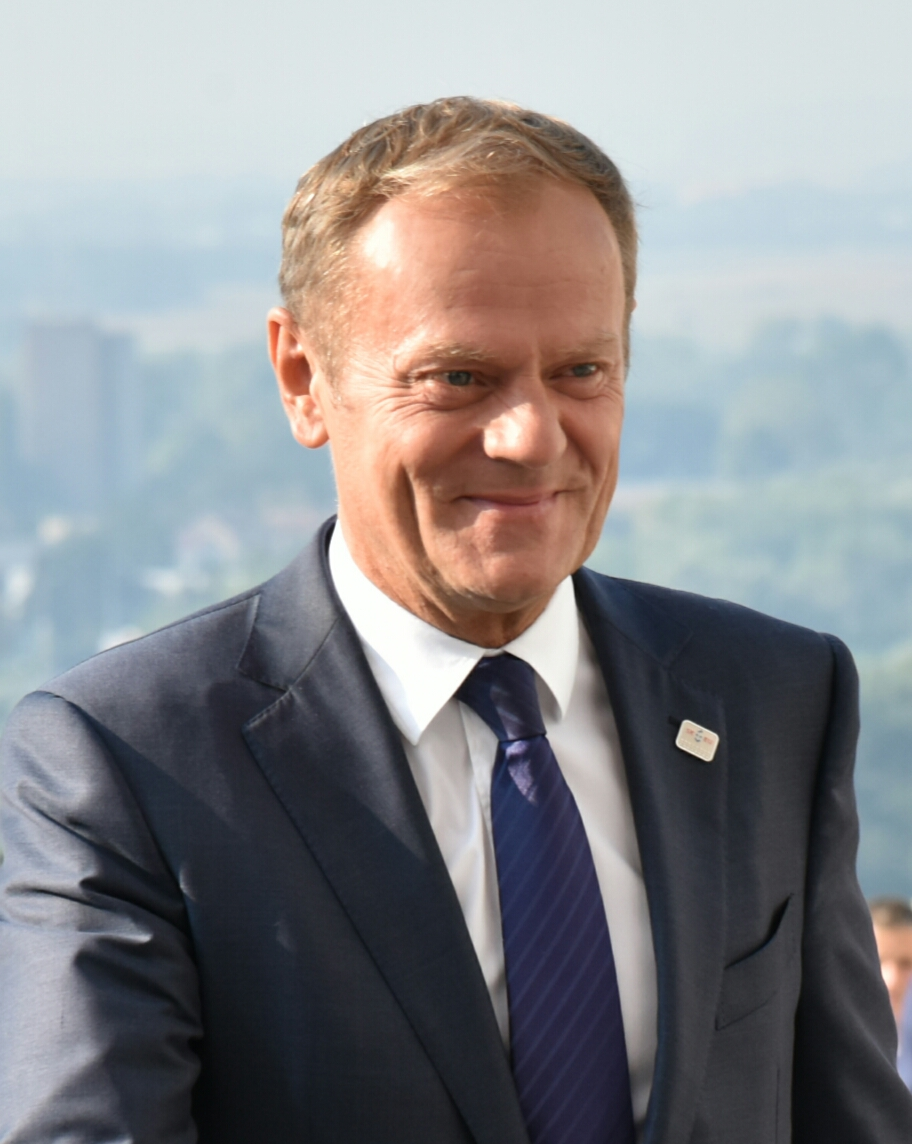
' Дональд Туск, Голова Європейської Ради
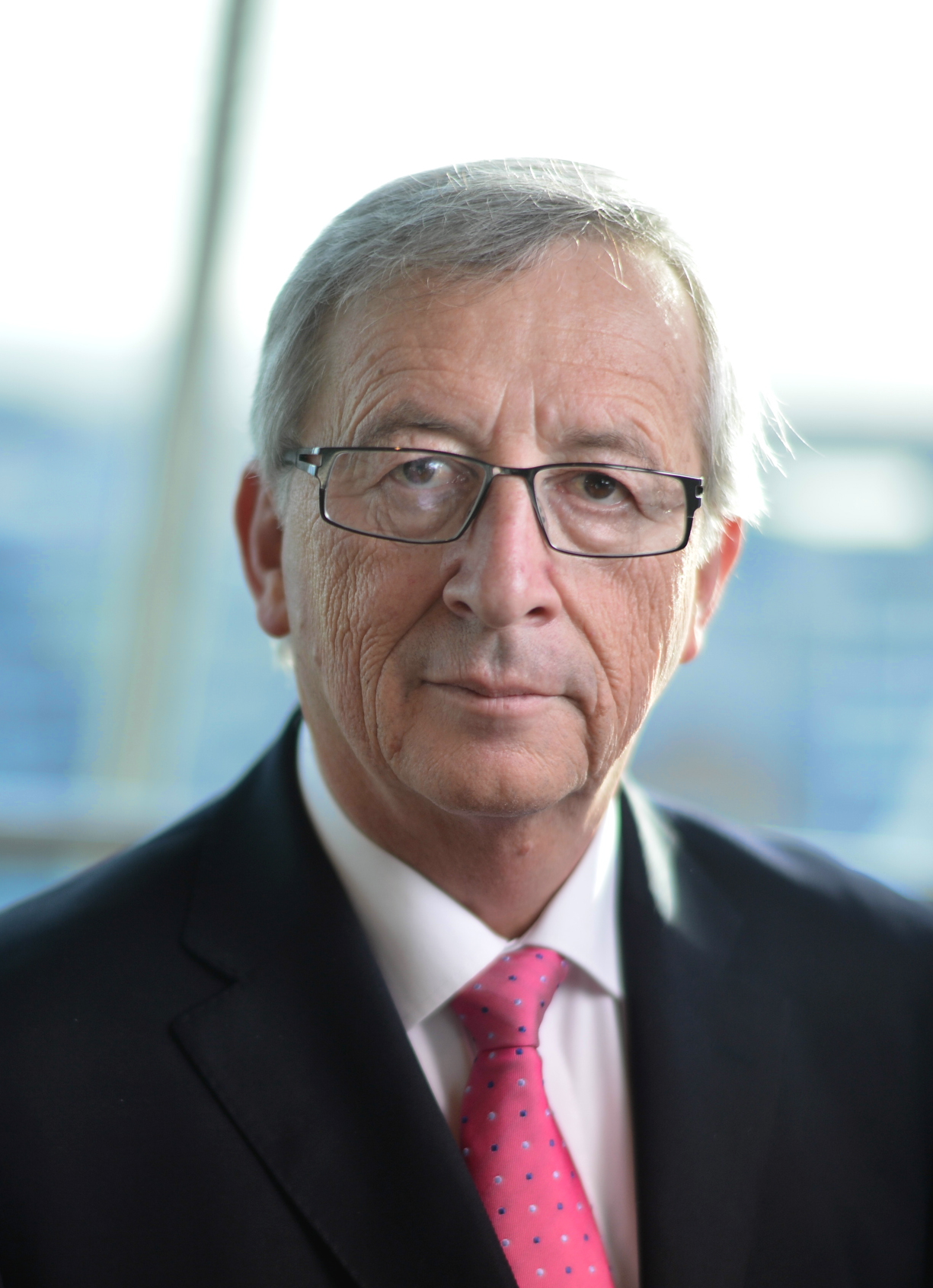
' Жан-Клод Юнкер, Президент Європейської комісії

- Австралія
Скотт Моррісон, Прем'єр-міністр
- Аргентина
Маурісіо Макрі, Президент, Господар саміту
- Бразилія
Мішел Темер, Президент
- Велика Британія
Тереза Мей, Прем'єр-міністр
- Німеччина
Ангела Меркель, Канцлер
- Індія
Нарендра Моді, Прем'єр-міністр
- Індонезія
Юсуф Калла, Віце-президент
- Італія
Джузеппе Конте, Прем'єр-міністр
- Канада
Джастін Трюдо, Прем'єр-міністр
- КНР
Сі Цзіньпін, Голова
- Мексика
Енріке Пенья Ньєто, Президент
- Росія
Володимир Путін, Президент
- Саудівська Аравія
Мухаммед ібн Салман, кронпринц
- США
 Дональд Трамп, Президент
- Туреччина
Реджеп Таїп Ердоган, Президент
- Франція
Емманюель Макрон, Президент
- Південна Корея
Мун Чже Ін, Президент
- ПАР
Сиріл Рамафоса, Президент
- Японія
Абе Сіндзо, Прем'єр-міністр
- Європейський Союз
Дональд Туск, Голова Європейської Ради
- Європейський Союз
Жан-Клод Юнкер, Президент Європейської комісії

### Запрошені в якості гостей
В якості приймаючої країни Аргентина запросила додаткові країни і міжнародні організації за своїм розсудом для участі в засіданнях G20.
- Іспанія — Педро Санчес, прем'єр-міністр

- Нідерланди — Марк Рютте, прем'єр-міністр

- Руанда — Поль Кагаме, президент, в 2018 році голова Африканського союзу

- Сенегал — Маккі Салл, президент, в 2018 році голова Нового партнерства в інтересах розвитку Африки

- Сінгапур — Лі Сянь Лун, прем'єр-міністр, в 2018 році голова Асоціації держав Південно-Східної Азії (АСЕАН)

- Чилі — Себастьян Піньєра, президент

- Ямайка — Ендрю Холнесс, прем'єр-міністр, у липні-грудні 2018 року — голова Карибського співтовариства

### Відмови від участі
Замість старого короля Саудівської Аравії Салмана ібн Абдул-Азіз Аль Сауда, країну на саміті представляє наслідний принц Мухаммед ібн Салман Аль Сауд.
Федеральний канцлер Німеччини Ангела Меркель пропустила перший день саміту через технічну несправність урядового літака.
Обраний президент Бразилії Жаїр Болсонару через проблеми зі здоров'ям відмовився від поїздки на саміт G20, куди його запросив президент Мішель Темер (повноваження якого закінчуються 31 грудня).

## Цікаві факти
- Дональд Трамп скасував свою офіційну зустріч із Путіним через відмову росіян віддати захоплені українські кораблі і моряків; пізніше він підтвердив, що єдиною причиною скасування зустрічі була ця ситуація у Криму;[3]
- Дональд Трамп не подав руку Путіну, пройшовши мимо.[4]